# Очеретувате (Самарівський район)
Очеретува́те — село в Магдалинівській селищній громаді Самарівського району Дніпропетровської області. Населення за переписом 2001 року становить 758 осіб. Орган місцевого самоврядування - Очеретуватська сільська рада.

## Географія
Село Очеретувате знаходиться у степовій зоні Придніпровської низовини на півночі Дніпропетровської області на лівому березі річки Кільчень. Вище за течією на відстані 3 км розташоване село Олександрівка, нижче за течією на відстані 4 км розташоване село Спаське, на протилежному березі - село Калинове. По селу протікає пересихаючий струмок з загатою. Через село проходить автомобільна дорога О040410.

## Історія
Поселення було засноване запорізькими козаками у другій половині 18 століття. У документах Самарського запорозького монастиря близько 1760 року написано, що в Капчиїлівці і в балках річки Очеретуватої, «недалечко от монастиря, сиділо зимовішками і хуторами багато» запорожців. Після повалення Січі 1779 року село передане у «довічне володіння» надвірному раднику Іларіону Спиридоновичу Алєксєєву. 1782 року населення слободи становило 278 осіб.
Друга версія- село засноване козаком Очеретьком в 1768 році.
22 грудня 1781 р. була освячена новозбудована  Різдво-Богородична церква.
1886 року слобода Очеретувате була центром Очеретуватівської волості Новомосковського повіту. Тут мешкало 352 особи і було 72 подвір'я, молитовний будинок, ярмарок.
В часи радянської влади у Очеретуватому була розміщена центральна садиба колгоспу «Прогрес».
До 2019 року центр Очеретуватської сільської ради. 
```
На сьогоднішній час село росте. Загальна кількість зареєстрованих та незареєстрованих мешканців села становить 2000 осіб
Кількість учнів становить 130 осіб
```

## Населення

### Мова
Розподіл населення за рідною мовою за даними перепису 2001 року:
| Мова       | Кількість | Відсоток |
| ---------- | --------- | -------- |
| українська | 724       | 95.51%   |
| російська  | 28        | 3.70%    |
| вірменська | 5         | 0.66%    |
| румунська  | 1         | 0.13%    |
| Усього     | 758       | 100%     |

## Економіка
- «Агродніпро-Насіння», ТОВ

## Об'єкти соціальної сфери
- Школа I-II ст.
- Будинок культури.
- Дитячий садочок.
- Фельдшерсько-акушерський пункт.
- Бібліотека

## Галерея

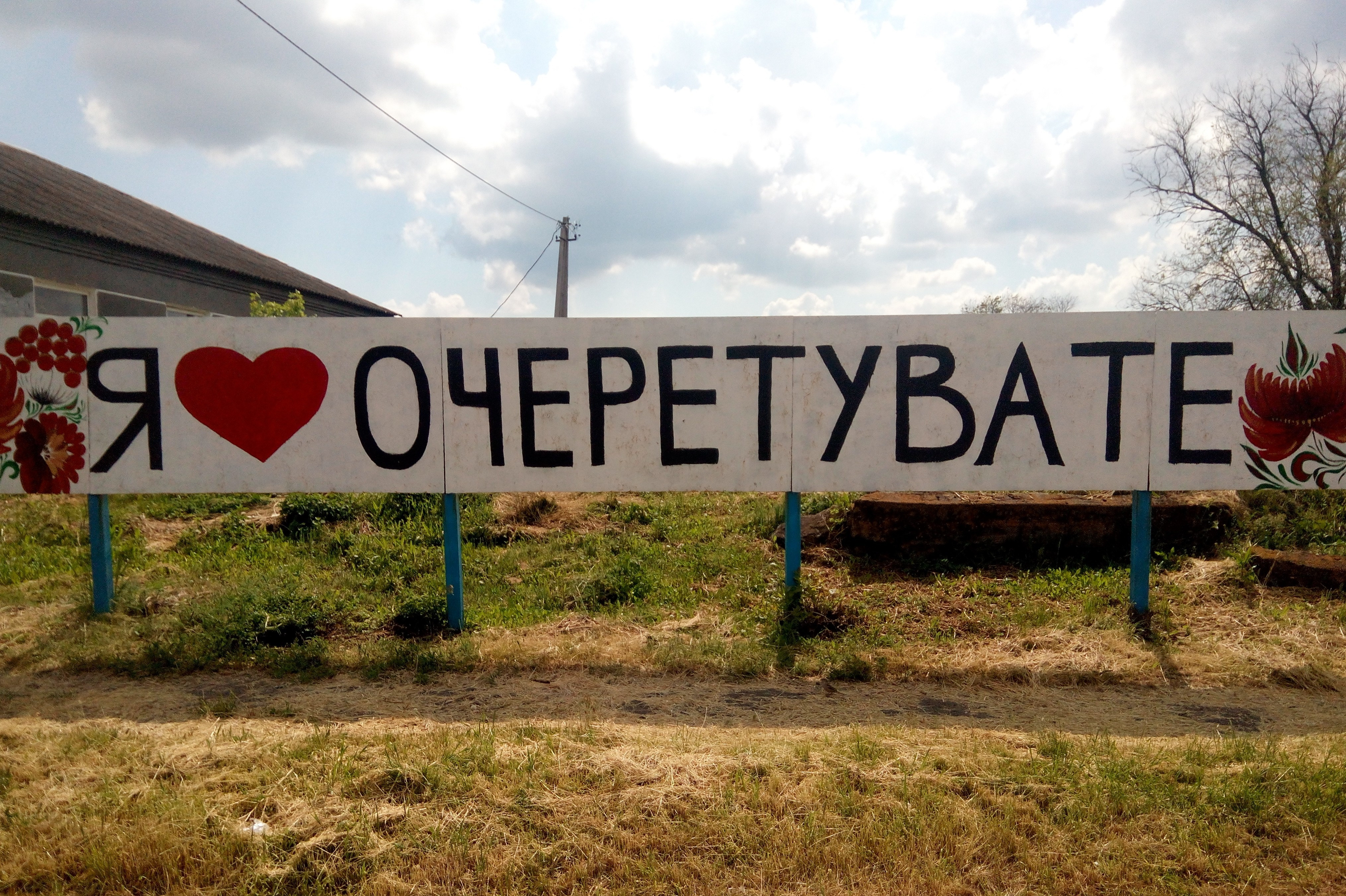
Арт-об'єкт "Я кохаю Очеретувате"
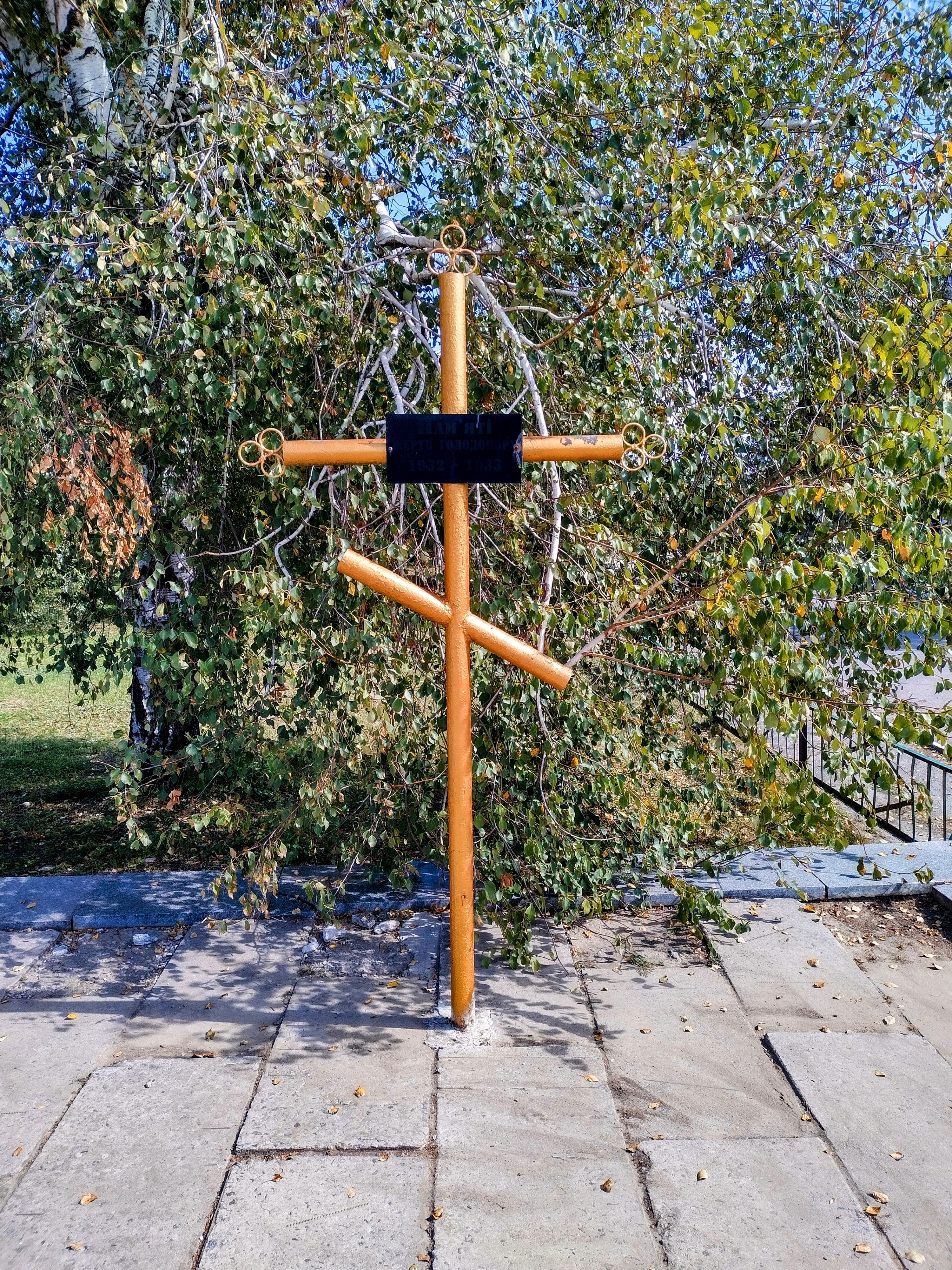
Хрест жертвам Голодомору
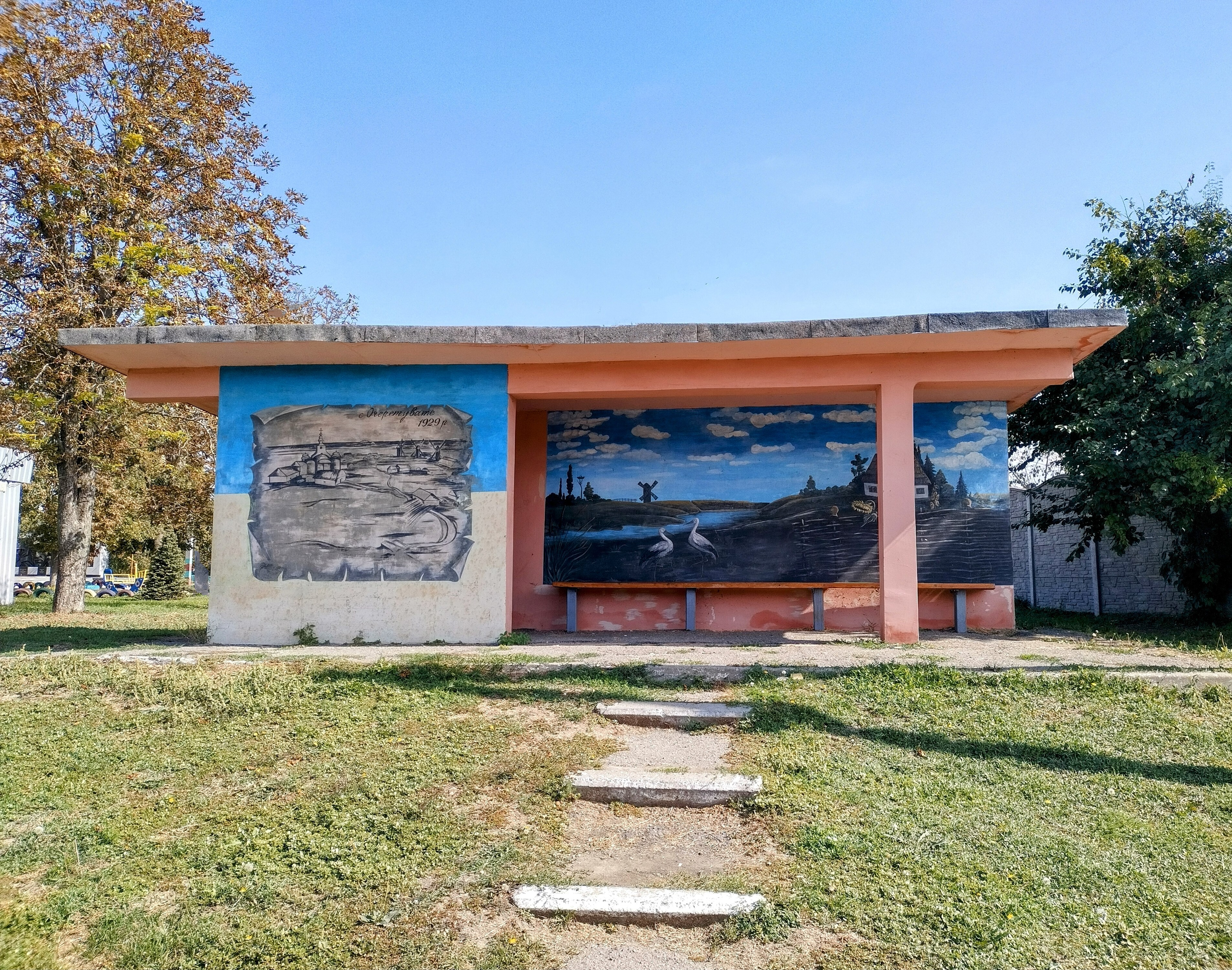
Автобусна зупинка